# Chamaesaura tenuior
Espèce
Synonymes
- Chamaesaura annectens Boulenger, 1899

Chamaesaura tenuior est une espèce de sauriens de la famille des Cordylidae.

## Répartition
Cette espèce se rencontre dans l'est du Congo-Kinshasa, en Tanzanie, au Kenya et en Ouganda.

## Description
Cette espèce a des membres réduits. Elle est ovovivipare.

## Publication originale
- Günther, 1895 : Notice of Reptiles and Batrachians collected in the eastern half of tropical Africa. Annals and Magazine of Natural History, ser. 6, vol. 15, p. 523-529 (texte intégral).